# See Saw
See Saw è una canzone R&B scritta da Don Covay e Steve Cropper e registrata da Aretha Franklin, pubblicata come singolo nel 1968 ed inclusa nell'album Aretha Now.

## Tracce
1. See Saw
2. My Song

## Classifiche
| Classifica (1968)      | Posizione più alta |
| ---------------------- | ------------------ |
| U.S. Billboard Hot 100 | 14                 |